# Rawhitiroa
Rawhitiroa es un localidad de distrito de South Taranaki, Nueva Zelanda. Está a aproximadamente 6.5 km al este de Eltham.
El Ministerio de Cultura y Patrimonio de Nueva Zelanda traduce el nombre de Rāwhitiroa como "sol largo y brillante".

## Marae
El marae local Ararātā sirve como lugar de reunión tribal para el hapū Ngāti Ruanui  de Ngāti Hawe.

## Educación
La escuela de Rawhitiroa es una escuela primaria coeducacional que abarca alumnos de entre 1 a 8 años, con una lista de 49 estudiantes al 20 de marzo de 2020. La escuela abrió el 11 de diciembre de 1897, e inicialmente se llamaba Escuela Andersen Road. La escuela fue completamente destruida por dos incendios en 1944 y 1976, y reconstruido en ambas ocasiones. La escuela Mangamingi, la cual abrió en 1903, fue cerrada y fusionada con la escuela de Rawhitiroa a finales de 1988.